# 恩吉格米省
14°14′58″N 13°06′33″E / 14.24944°N 13.10917°E

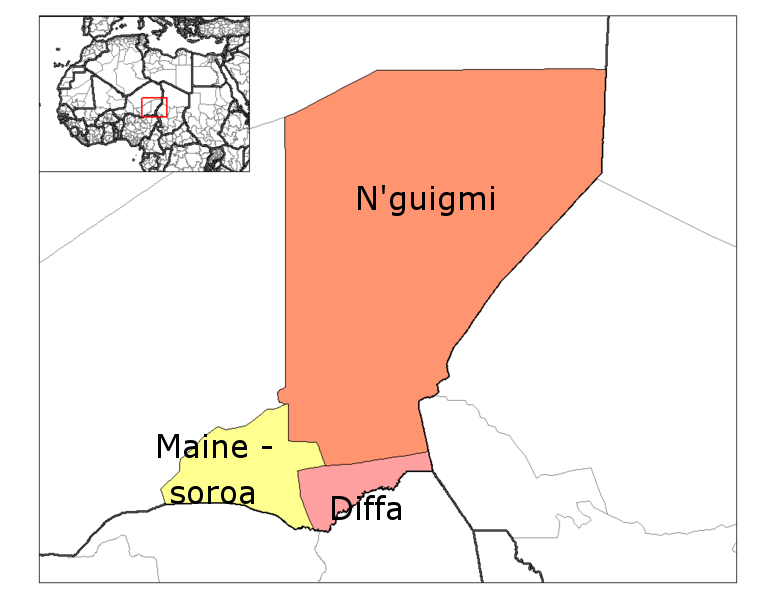

恩吉格米省（法語：N'Guigmi），是尼日爾的省份，位於該國東南部，由迪法大區負責管轄，南面是迪法省，面積133,005平方公里，2011年人口77,748，人口密度每平方公里0.58人。